# Філлінгендорф
Філлінгендорф (нім. Villingendorf) — громада в Німеччині, знаходиться в землі Баден-Вюртемберг. Підпорядковується адміністративному округу Фрайбург. Входить до складу району Ротвайль.
Площа — 9,33 км2. Населення становить 3349 ос. (станом на 31 грудня 2020).